# Vitali Borisov
Vitali Borisov (Baku, 5 luglio 1982) è un allenatore di calcio a 5 ed ex giocatore di calcio a 5 azero.

## Carriera
Nel giugno del 2023 viene nominato allenatore dell'Araz Naxçıvan nonché commissario tecnico della Nazionale maschile di calcio a 5 dell'Azerbaigian.